# Bruchophagus queenslandensis
Bruchophagus queenslandensis är en stekelart som först beskrevs av Girault 1914.  Bruchophagus queenslandensis ingår i släktet Bruchophagus och familjen kragglanssteklar. Inga underarter finns listade.